# Класифікація населених пунктів та їх частин у Польщі
У 2011 році в Польщі налічувалося 42 490 самостійних населених пунктів.
| Людність нас. пунктів | К-ть нас. пунктів | К-ть населення |
| --------------------- | ----------------- | -------------- |
| 1 000 000+            | 1                 | 1 700 612      |
| 500 000-1 000         | 4                 | 2 671 330      |
| 200 000-500 000       | 12                | 3 518 990      |
| 100 000-200 000       | 22                | 3 009 265      |
| 50 000-100 000        | 47                | 3 206 433      |
| 20 000-50 000         | 136               | 4 297 334      |
| 10 000-20 000         | 188               | 2 748 473      |
| 5 000-10 000          | 247               | 1 694 912      |
| 2 000-5 000           | 1 002             | 2 940 490      |
| 1 000-2 000           | 2 086             | 2 843 085      |
| 500-1 000             | 4 982             | 3 445 440      |
| 200-500               | 13 558            | 4 256 516      |
| 100-200               | 11 034            | 1 608 450      |
| 0-100                 | 9 171             | 570 494        |
| Разом                 | 42 490            | 38 511 824     |

Згідно з розпорядженням "Про перелік офіційних географічних назв та їх частин" від 13 грудня 2012 року, у Польщі налічувалося 103 225 населених пунктів з офіційно встановленими назвами, згрупованих у 23 типи. Самостійних населених пунктів (міста, села, колонії, хутори, селища, лісові поселення, туристичні притулки) з офіційно встановленими назвами було 53 464.
У 2015 році налічувалося 103 086 офіційно названих населених пунктів, з яких 53 445 були визнані самостійними топонімами, а у 2019 році - 102 875. Таким чином, кількість офіційно визнаних населених пунктів неухильно зменшується.

## Категорії, види та правовий статус населених пунктів у Польщі
У Польщі, згідно із законодавством, населений пункт - це «одиниця поселення або інша забудована територія, яка відрізняється від інших населених пунктів окремою назвою, а від тих, що мають однакову назву, - різним позначенням їхнього типу».
За встановлення та зміну назв населених пунктів та їх частин, а також назв усіх видів фізико-географічних об'єктів (гір, долин, річок, озер, каналів, вершин, перевалів, височин, низовин тощо) у Польщі відповідає Комісія з питань назв населених пунктів та фізико-географічних об'єктів - консультативно-дорадчий орган при Міністрі внутрішніх справ та адміністрації.
Визначення та зміна меж і назв міст і гмін у Польщі, а також місцезнаходження їхніх органів влади здійснюється постановою Ради міністрів.
Офіційні назви населених пунктів встановлюються, змінюються або скасовуються нормативним актом міністра, відповідального за державне управління, на прохання муніципалітету. Цей міністр також публікує шляхом оголошення в Законодавчому віснику Республіки Польща актуальні списки офіційних географічних назв та їх частин.
Обов'язковий для виконання "Перелік офіційних географічних назв та їх частин" був оголошений розпорядженням Міністра адміністрації та цифризації від 13 грудня 2012 р. "Про перелік офіційних географічних назв та їх частин" ("Законодавчий вісник" від 13 лютого 2013 р., поз. 200). Розпорядження встановлює правильне формулювання, доповнення та форми прикметників, а також тип, місцезнаходження (ґміна, повіт, воєводство) та ідентифікаційний номер TERYT для 103 225 назв, у тому числі 908 назв міст, 6708 назв частин міст, 43 051 назви сіл, 36 349 назв частин сіл, 5136 назв населених пунктів. Це форми назв, що перебувають у легальному та офіційному (в тому числі й освітньому) обігу.
«Список офіційних географічних назв та їх частин» враховує орфографічну постанову № 11 Ради польської мови "Про вживання дефісу в багатокомпонентних географічних назвах" (від 7 травня 2004 року). Однак існують певні розбіжності, які доводять, що ця постанова стосується лише правил написання топонімів, а не методології їх творення, наприклад, назва «Варшава-Окенце» (назва аеропорту) помилково згадується в постанові Ради польської мови як топонім (назва місцевості). Насправді офіційною назвою місцевості, зазначеної у «Переліку...», є «Окенце» (частина міста Варшава).
Населені пункти (крім міст) та частини міст не мають формально визначених меж, але розташовані в реєстраційних округах з межами, які визначені відповідно до Закону про картографію та геодезію.
Географічна назва використовується для позначення будь-якого населеного пункту, незалежно від кількості будівель, щільності забудови та чисельності населення, при цьому населений пункт повинен відрізнятися від інших (особливо сусідніх) окремою офіційною назвою, а в разі однакових назв - іншим типом поселення (наприклад, село, колонія, присілок тощо).
Назви допоміжних одиниць муніципалітету не є тотожними з географічними назвами (sołectwa, dzielnica, osiedle та інші, в тому числі міста в межах гміни), відповідно до ст. 5 ч. 1 і 2 Закону від 8 березня 1990 р. "Про міське самоврядування" ("Законодавчий вісник" 2001 р., № 142, поз. 1591, з наступними змінами). Офіційні топоніми та назви допоміжних одиниць ґміни належать до різних площин локальної топоніміки.

## Типи населених пунктів
Закон «Про офіційні назви населених пунктів та фізико-географічних об'єктів» визначає:
- поселенська одиниця (одиниця поселення) (jednostkę osadniczą) - територія із вираженим зосередженням житла та об'єктів, що формують життєве середовище населення, на якій проживає або постійно зареєстрована хоча б одна особа[10]
- інша забудована територія (inny obszar zabudowany)
- населений пункт (miejscowość) - поселення або інша забудована територія, незалежно від кількості будівель, щільності забудови та населення, що відрізняється від інших населених пунктів власною офіційною або звичаєвою назвою, а при однаковій назві - іншим позначенням її типу.[11] Населені пункти поділяються на:
  - заселені (населені, жилі) (zamieszkane) - є поселенською одиницею
  - незаселені (ненаселені, нежилі) (niezamieszkane) - іншого напрямку розвитку.

Розрізняють
- населені пункти, які не є частинами інших населених пунктів - населені пункти, базові населені пункти, самостійні населені пункти
- частини населених пунктів - які є частинами інших населених пунктів, які є складовими частинами населених пунктів, несамостійними населеними пунктами, наприклад, частина міста, частина села.

Для населеного пункту, крім назви, визначається тип населеного пункту, який є показником характеру населеного пункту, сформованого, зокрема, у процесі його розселення: місто (miasto), присілок (маєток) (osiedle), село (wieś), осада (селище) (osada), лісничівка* (лісовий притулок) (osada leśna), колонія (kolonia), хутір (przysiółek) та їх частини. При цьому терміни «місто» та «село» застосовуються лише для позначення первинних населених пунктів. Терміни «поселення», «селище» («осада»), «присілок», «лісничівка*», «колонія», «хутір» вживаються для позначення населених пунктів, а також їх частин.
Типи населених пунктів у Польщі:
- частина міста (część miasta)
- частина села (część wsi)
- частина оселища (część osady)
- частина колонії (część kolonii)
- селище (osada) (може бути як самостійним населеним пунктом, так і частиною іншої поселенської одиниці)
- хутір (przysiółek) (може бути як самостійним населеним пунктом, так і частиною іншої поселенської одиниці)
- колонія (kolonia) (може бути як самостійним населеним пунктом, так і частиною іншої поселенської одиниці)
- присілок (osiedle) (може бути як самостійним населеним пунктом, так і входити до складу іншої поселенської одиниці)
- лісничівка* (osada leśna) (може бути як самостійним населеним пунктом, так і входити до складу іншої поселенської одиниці).

| Тип населеного пункту                         | Кількість населених пунктів | Кількість населених пунктів | Кількість населених пунктів |
| Тип населеного пункту                         | 2013                        | 2015                        | 2019                        |
| --------------------------------------------- | --------------------------- | --------------------------- | --------------------------- |
| частина колонії (część kolonii)               | 202                         | 199                         | 195                         |
| частина міста (część miasta)                  | 6708                        | 6710                        | 6783                        |
| частина осади (część osady)                   | 10                          | 10                          | 10                          |
| частина села (część wsi)                      | 36349                       | 36263                       | 36044                       |
| колонія (kolonia)                             | 2220                        | 2203                        | 2174                        |
| колонія колонії (kolonia kolonii)             | 11                          | 11                          | 11                          |
| колонія осади (kolonia osady)                 | 6                           | 6                           | 6                           |
| колонія села (kolonia wsi)                    | 979                         | 974                         | 974                         |
| місто (miasto)                                | 908                         | 915                         | 940                         |
| осада (osada)                                 | 5136                        | 5132                        | 5137                        |
| осада колонії (osada kolonii)                 | 1                           | 1                           | 1                           |
| лісове селище (osada leśna)                   | 1988                        | 1966                        | 1949                        |
| лісове поселення села (osada leśna wsi)       | 227                         | 224                         | 222                         |
| осада осади (osada osady)                     | 2                           | 3                           | 3                           |
| осада села (osada wsi)                        | 524                         | 520                         | 523                         |
| присілок (osiedle)                            | 3                           | 5                           | 5                           |
| присілок села (osiedle wsi)                   | 5                           | 5                           | 5                           |
| хутір (przysiółek)                            | 136                         | 133                         | 133                         |
| хутір колонії (przysiółek kolonii)            | 41                          | 41                          | 40                          |
| хутір осади (przysiółek osady)                | 56                          | 56                          | 56                          |
| хутір села (przysiółek wsi)                   | 4641                        | 4619                        | 4585                        |
| туристичний притулок (schronisko turystyczne) | 22                          | 22                          | 22                          |
| село (wieś)                                   | 43051                       | 43068                       | 43057                       |
| Разом                                         | 103 225                     | 103 086                     | 102 875                     |

### Сучасна класифікація типів населених пунктів
Перелік типів населених пунктів наведено у схемі застосування в додатку до Розпорядження від 21 липня 2021 року "Про Реєстр міст, вулиць та адрес", в якому розрізняються такі типи населених пунктів: колонія (kolonia), хутір (przysiółek), присілок (osiedle), селище (osada), лісничівка* (osada leśna), місто (miasto), село (wieś), туристичний притулок (schronisko turystyczne), дільниця Варшави (dzielnica Warszawy), частина сільського населеного пункту (część miejscowości), частина міського населеного пункту (część miasta), делеґатура* (delegatura).
У частинах населених пунктів, які юридично не є самостійними населеними пунктами, не відбуваються події, передбачені законом про записи актів цивільного стану, тобто народження, шлюби, смерті. Тобто, у свідоцтві про народження особи, яка народилася, наприклад, у місті Пруднік Червоний, буде зазначено місце народження - Краків. Це правило має також зворотну силу. Особа, яка народилася, наприклад, у 1921 році в Костухні (на той час незалежна ґміна в Пщинському повіті), у виданій копії свідоцтва про народження буде записана як Катовіце.

### Історичні типи населених пунктів Польщі
У міжвоєнний період питання визначення типу населеного пункту формально не було врегульоване, і в різних частинах країни типи населених пунктів використовувалися звичаєво і неузгоджено.
У 1933 р. "Skorowidz miejscowości RP", який був приватним виданням, подавав такі типи населених пунктів: borostwo (мікрорайон, квартал), browarnia (броварня), cegielnia (цегельня), cukrownia (цукроварня*), domek łąkowy (лугова хатина*), domek przewozowy (перевізний будинок*), domek szosowy (придорожній будинок*, часто із забігайлівкою*), dwór (садиба), folwark (фільварок), futor (футор*), gajówka (лісовий будиночок), gorzelnia (ґуральня*), klasztor (монастир), kolonia (колонія), kopalnia (шахта, рудник, копальня, кар'єр), koszary (казарма, барак), latarnia morska (маяк), lecznica (лікувальний заклад), letnisko (літній курорт*), leśnictwo (лісництво), leśniczówka (лісничівка*), miasteczko (містечко), miasto (місто), nadleśnictwo (надлісництво*), obszar dworski (панська садиба*), obóz warowny (укріплений табір*), okolica (околиця), osada (осада*, селище), osada fabryczna (робітниче селище*), osada kolejowa (залізничне селище*), osada leśna (лісове селище*), osada miejska (селище міського типу), osada młyńska (селище біля млина*), osada pałacowa (селище при палаці), osada rybacka (рибальське селище), osada wojskowa (військове містечко), osiedle (присілок), plebania (плебанія), probostwo (парафія), przedmieście (передмістя), przysiółek (хутір), przystanek kolejowy (зупинний пункт), pustkowie (пустка*), smolarnia (смолокурня*), stacja kolejowa (залізнична станція), szpital epidemiczny (епідемічна лікарня*), tartak (тартак), torfiarnia (торф'ярня*), twierdza (фортеця), uzdrowisko (курорт), uroczysko (урочище), wieś (село), więzienie (тюрма), wybudowanie (вибудування*), zaścianek (застінок), zakład kąpielowy (купальня*, лазня, баня), zakład poprawczy (виправна колонія), zakład wychowawczy (школа-інтернат).
Опублікований у 1938 році том 1 офіційного "Списку населених пунктів Республіки Польща", що охоплює Віленське воєводство, містив такі типи населених пунктів: cegielnia (цегельня), folwark (i część folwarku) (фільварок та/або частина фільварку), futor (футор*), gajówka (лісовий будиночок), karczma (корчма), kolonia (i część kolonii) (колонія та/або її частина), koszarka kolejowa (казарми залізничників*), leśniczówka (лісничівка*), letnisko (літній курорт*), majątek (i część majątku) (маєток та/або його частина), miasteczko (містечко), miasto (i część miasta) (місто та/або його частина), młyn (млин), nadleśnictwo (лісовий масив*), okolica (околиця), osada (i część osady) (осада та/або її частина), osada fabryczna (робітниче селище*), osada leśna (лісове селище*), osada młyńska (селище біля млина*), osada wojskowa (військове містечко), papiernia (папірня), parcele (i część parceli) (земельна ділянка та/або її частина), plebania (плебанія), przedmieście (i część przedmieścia) (передмістя та/або його частина), przystanek kolejowy (зупинний пункт), schronisko turystyczne (туристичний притулок), smolarnia (смолокурня*), stacja kolejowa (залізнична станція), tartak (тартак), terpentyniarnia (терпентинарня*), uroczysko (урочище), wieś (i część wsi) (село та/або його частина), zaścianek (i część zaścianka) (застінок та/або його частина).

## Нотатки*:
- *Вибудува́ння - регіональна назва на Вармії та Мазурії, те саме, що й хутір. {{https://pl.wikipedia.org/wiki/Przysi%C3%B3%C5%82ek}}
- *Ґура́льня - спиртово-горілчаний завод. {{https://slovnyk.ua/index.php?swrd=%D2%91%D1%83%D1%80%D0%B0%D0%BB%D1%8C%D0%BD%D1%8F}}
- *Делеґатура - ???
- *Епідемі́чна ліка́рня - це медичний заклад, що спеціалізується на лікуванні інфекційних захворювань та епідемій. Затребувані були, наприклад, при епідемії холери чи коронавірусу.
- *Забіга́йлівка - невелика закусочна, пивничка (паб), бар, буфет і т. ін. без особливих зручностей. {{https://slovnyk.ua/index.php?swrd=%D0%B7%D0%B0%D0%B1%D1%96%D0%B3%D0%B0%D0%B9%D0%BB%D1%96%D0%B2%D0%BA%D0%B0}}
- *Залізни́чне се́лище - поселення або містечко, що утворилося навколо залізничної станції чи на залізничному вузлі. {{https://pl.wikipedia.org/wiki/Osada_kolejowa}}
- *Каза́рми залізни́чників - житлові будівлі для працівників залізниці (обходчиків, сигналістів), побудовані за межами населених пунктів, щоб їм було легше добиратись до місця роботи. {{https://www.forumkolejowe.pl/thread-7123.html}}
- *Купа́льня - споруда на воді або біля води, пристосована для переодягання і купання. {{https://slovnyk.ua/index.php?swrd=%D0%BA%D1%83%D0%BF%D0%B0%D0%BB%D1%8C%D0%BD%D1%8F}}
- *Лісни́цтво - основна господарська та організаційна одиниця в структурі державних лісів. {{https://pl.wikipedia.org/wiki/Nadle%C5%9Bnictwo}}
- *Лісничі́вка - житлова (не завжди) будівля, розташована у лісі; діал. "оселя лісничого".{{https://slovnyk.ua/index.php?swrd=%D0%BB%D1%96%D1%81%D0%BD%D0%B8%D1%87%D1%96%D0%B2%D0%BA%D0%B0}} будинок лісника - будівля, що служить житлом для лісника і водночас служить штаб-квартирою лісництва. Лісницькі будиночки, які більше не виконують своїх функцій, іноді пристосовуються під готелі чи ресторани через їхнє розташування, найчастіше глибоко в лісі. Деякі з них отримують адміністративний статус поселення в лісі. {{https://pl.wikipedia.org/wiki/Le%C5%9Bnicz%C3%B3wka_(budynek)}}
- *Лісове́ се́лище - комплекс будівель з житлом для більш ніж 30 сімей разом з господарськими об'єктами для обслуговування мешканців, які працювали у сфері лісової інженерії, лісогосподарського будівництва тощо. {{https://encyklopedialesna.com/haslo/osada-lesna/}}, Шаблон:Informator w sprawie realizacji inwestycji i remontów budowlanych w Lasach Państwowych. CILP. Warszawa. 2001 Зараз це також дачні будинки у лісовій місцевості, далеко від великих міських агломерацій, які опалюються та живляться виключно сонячною енергією. {{https://osadylesne.pl/pl/start}}
- *Лі́тній куро́рт - поселення або місцевість з відпочинковою функцією, часто заселена лише сезонно. {{https://ru.glosbe.com/%D1%81%D0%BB%D0%BE%D0%B2%D0%B0%D1%80%D1%8C-%D0%BF%D0%BE%D0%BB%D1%8C%D1%81%D0%BA%D0%B8%D0%B9-%D1%80%D1%83%D1%81%D1%81%D0%BA%D0%B8%D0%B9/letnisko}}
- *Лугова́ хати́на - житлова (не завжди) будівля, розташована на лузі. Наприклад, для пастухів.
- *Надлісництво - управління лісництвами.
- *Оса́да — застаріле слово, що позначає поселення, селище.[16][17]
- *Па́нська сади́ба, панський маєток - територія, виключена з меж сільських муніципалітетів, де адміністративні та судові функції виконував землевласник (пан).[18] Такі двори функціонували в Королівстві Польському, Пруссії та Галичині.[18]
- *Перевізни́й буди́нок - "хата на колесах" - мобільний будинок, який призначений для транспортування та встановлення в різних місцях. Іншими словами, це будинок, який можна легко перевозити з одного місця на інше.
- *Придоро́жний буди́нок - будинок на шосе слугував житлом і робочим місцем для наглядачів доріг (іноді їх називали дорожніми наглядачами) та збирачів дорожніх зборів. Спочатку їх зводили для виконання завдань, пов'язаних з фіскальною політикою Прусської держави щодо збору зборів - податків - за користування дорогами, частина з яких йшла на їх ремонт. Будинки при дорогах могли бути державними, місцевими, приватними або орендованими компаніями. {{https://fotopolska.eu/Oracze/b390604,Dom_szosowy.html}}
- *Пу́стка - регіональна назва на Кашубії, те саме, що й хутір. {{https://pl.wikipedia.org/wiki/Przysi%C3%B3%C5%82ek}} Спустілий будинок; житло, залишене мешканцями. Незаселена, необроблена ділянка землі; пустище. Нічим не заповнений простір; безлюдне місце, безлюдна місцевість. {{https://slovnyk.ua/index.php?swrd=%D0%BF%D1%83%D1%81%D1%82%D0%BA%D0%B0}} Місце або територія, не заселена людьми, порожня. {{https://pl.wiktionary.org/wiki/pustkowie}}
- *Робітни́че се́лище - комплекс житлових будівель разом з господарськими об'єктами для обслуговування мешканців, які працювали на заводі чи фабриці.
- *Се́лище бі́ля млина́ - комплекс житлових будівель разом з господарськими об'єктами для обслуговування мешканців, які працювали на млині (водяному).
- *Смолоку́рня, смоля́рня — приміщення для смолокуріння — добування смоли, скипидару і вугілля з деревини хвойних дерев способом нагрівання без доступу повітря.[19][20]
- *Терпенти́на́рня або скипида́рня - фабрика по виробництву скипидару та терпентину (очищеного скипидару), яких виготовляють із живиці.
- *Торф'я́рня - торф'яний комбінат, місце мануфактурного видобутку торфу.
- *Укрі́плений та́бір - територія, де війська укріплювалися під час битв або облоги, а також під час перерв у бойових діях.{{https://pl.wikipedia.org/wiki/Ob%C3%B3z_warowny}}
- *Фу́тор - назва невеликого хутора на Волині, Галичині та на Поділлі, зазвичай заснованого у відокремленому місці, далеко від села. У попередні століття засновниками футорів зазвичай були визначні воїни, або зі шляхетських хоругв чи піхоти, або іноземці, яким гетьмани як винагороду за заслуги дарували шматок орної землі. Оселившись тут, вони не полишали своїх вояцьких обов'язків і зазвичай приєднувалися до хоругв, коли траплялася нагода. {{https://wikisource.org/wiki/S%C5%82ownik_geograficzny_Kr%C3%B3lestwa_Polskiego/Futor}}
- *Цукрова́рня - це підприємство, яке виробляє цукор з сировини, переважно з цукрових буряків. {{https://slovnyk.ua/index.php?swrd=%D1%86%D1%83%D0%BA%D1%80%D0%BE%D0%B2%D0%B0%D1%80%D0%BD%D1%8F}}